# Unterleinleiter
Unterleinleiter es un municipio situado en el distrito de Forchheim, en el estado federado de Baviera (Alemania), con una población a finales de 2016 de unos 1239 habitantes.
Se encuentra ubicado en la zona centro-norte del estado, al sur de la región administrativa de Alta Franconia, en el límite occidental de la Suiza Francona.